# Bronisławowo
Bronisławowo is een plaats in het Poolse district  Kwidzyński, woiwodschap Pommeren. De plaats maakt deel uit van de gemeente Sadlinki en telt 400 inwoners.